# Voivodia de Gniezno

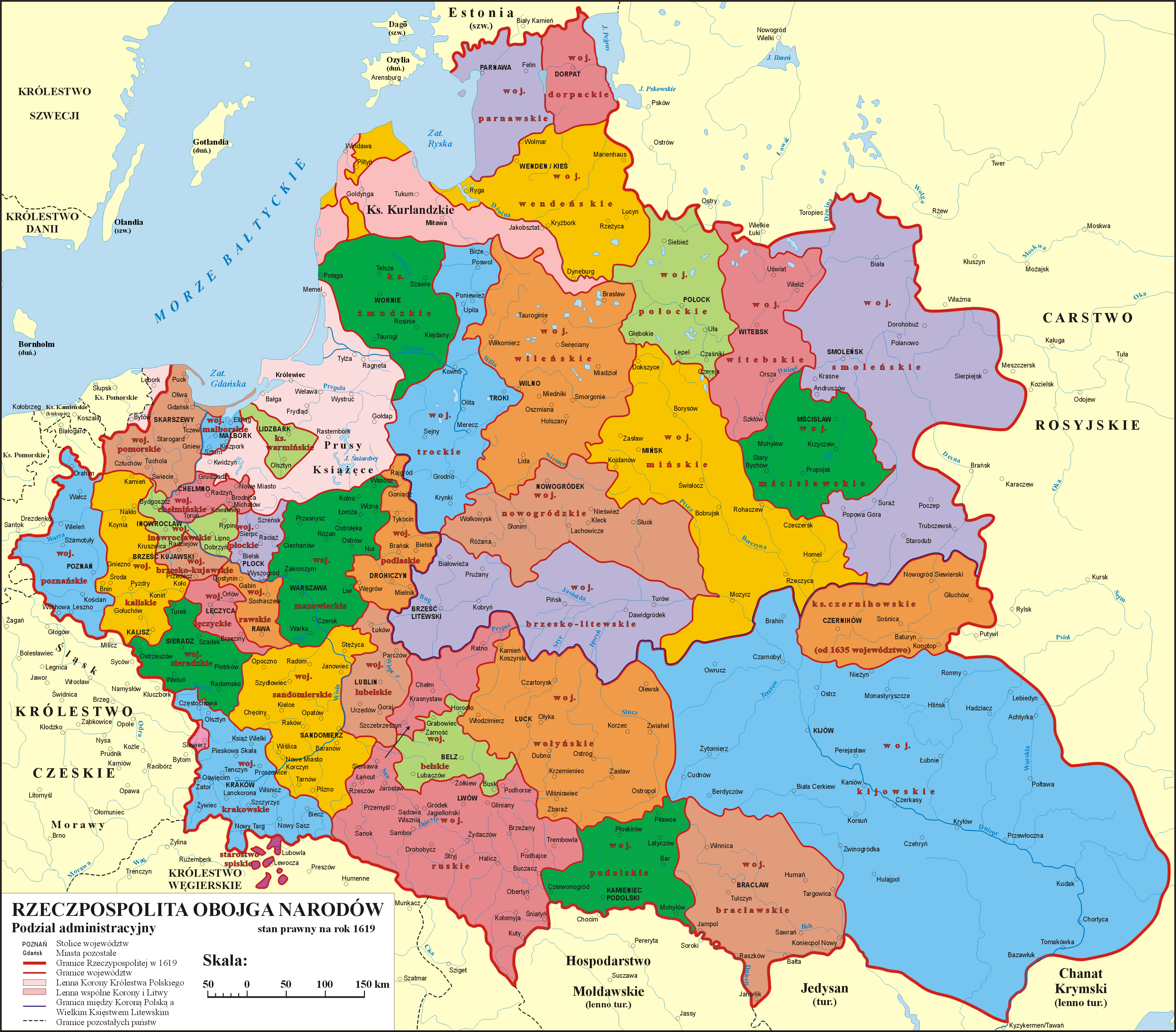
Mapa mostrando as voivodias da República das Duas Nações.

Voivodia de Gniezno (polonês: Województwo gnieźnieńskie, latim: Palatinatus Gnesnensis) foi uma unidade de divisão administrativa e governo local da Polônia por um curto período de tempo, a partir de 1768, quando ela foi desmembrada da Voivodia de Kalisz, até as partições da Polônia (1772-1795). Fez parte da província da Grande Polônia e tinha uma área de 7 660 km².

## Dados
Sede do governo geral da Grande Polônia (Starosta Generalny):
- Poznań

Sede do governo da voivodia:
- Gniezno

Sede do conselho geral (Sejmik Generalny) para a Grande Polônia:
- Koło

## Divisão administrativa
- Condado de Gniezno (powiat gnieźnieński),  Gniezno
- Condado de Kcyński (powiat kcyński),  Kcynia
- Condado de Nakło (powiat nakielski),  Nakło

## Voivodias vizinhas
- Voivodia da Pomerânia (Województwo pomorskie)
- Voivodia de Inowrocław (Województwo inowrocławskie)
- Voivodia de Brześć Kujawski (Województwo brzesko-kujawskie)
- Voivodia de Kalisz (Województwo kaliskie)
- Voivodia de Poznań (Województwo poznańskie)